# Улица Тельмана (Ростов-на-Дону)

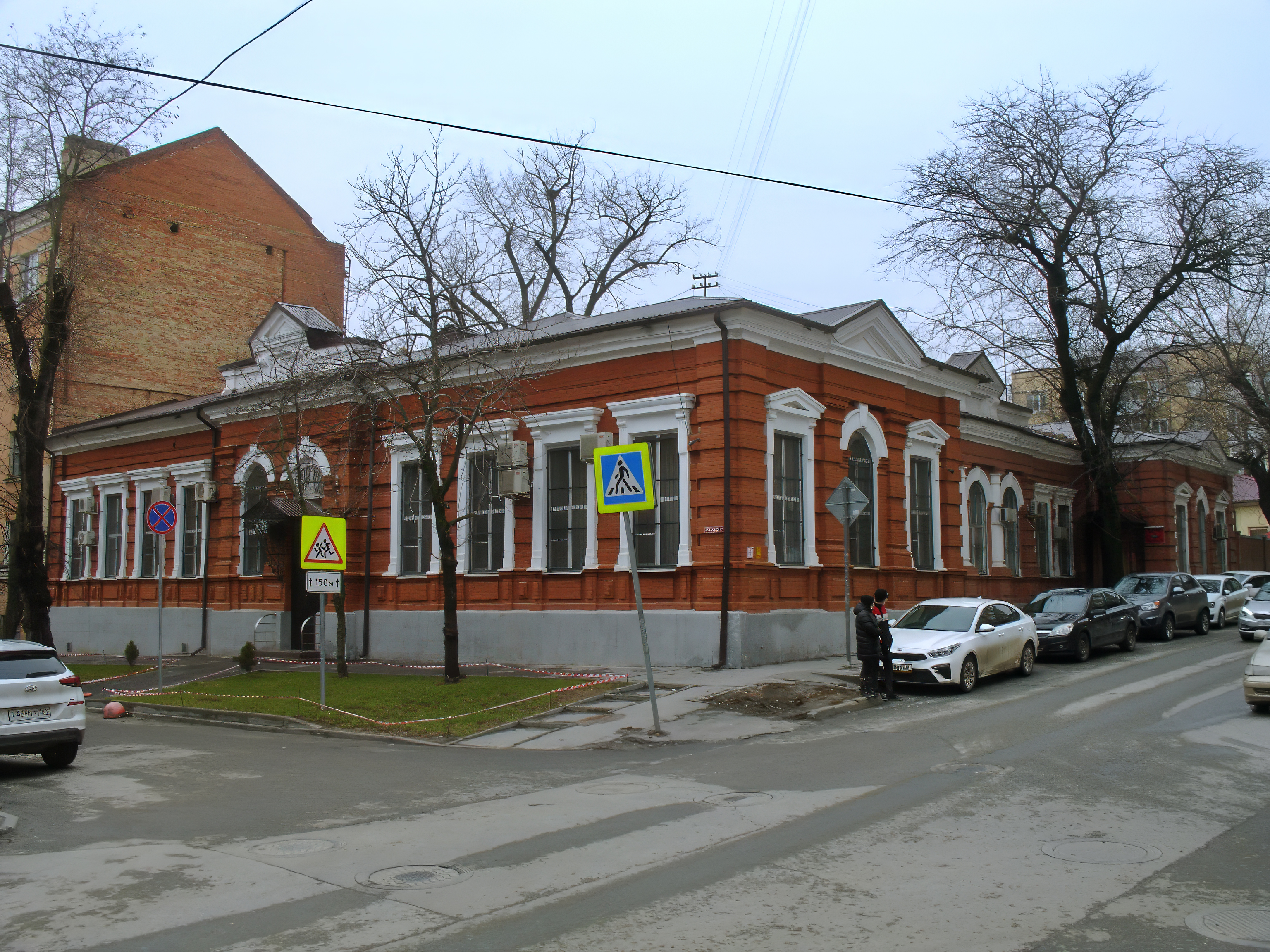
Дом Александровского благотворительного общества

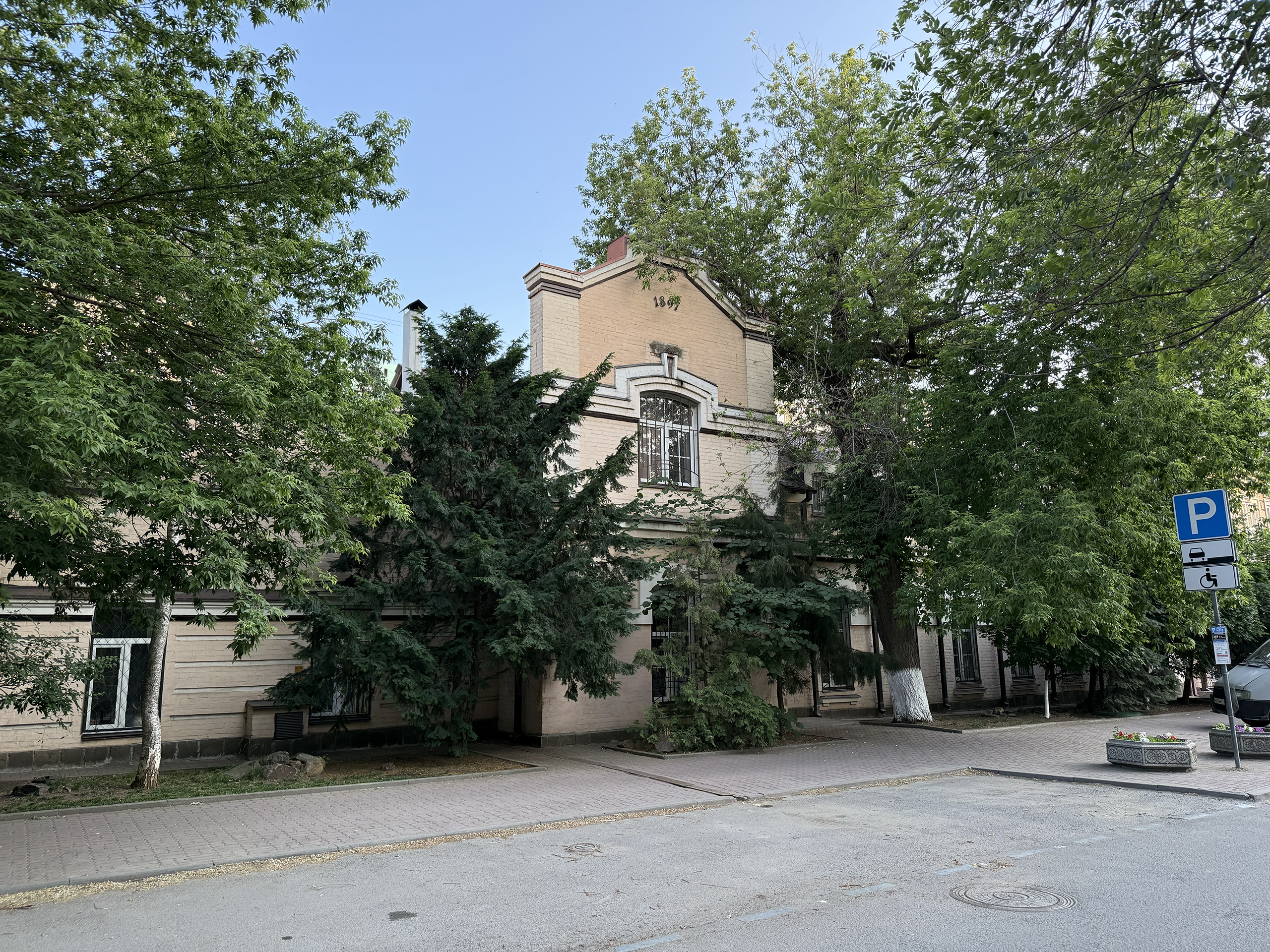
Одноэтажный корпус Петропавловской богадельни

Улица Те́льмана — улица в историческом центре Ростова-на-Дону, в Ленинском и Кировском районах. Проходит от пер. Халтуринского до пер. Крепостного с разделением от проспекта Ворошиловского до пер. Университетского. Параллельна улицам Лермонтовской, Греческого города Волос, а также Антенной на участке от пер. Университетского до Кировского проспекта.

## История
На плане города 1884 года улица была обозначена под порядковым номером «Вторая» в сформированном районе Новое поселение. Вскоре после этого ей присвоили название Суворовская, которое она сохраняла до 1956 года.
Согласно плану 1917 года, улица Тельмана (Суворовская) проходила всего два квартала в районе Нахаловка от Будённовского проспекта до Халтуринского переулка. Дальше на восток улица выходила за пределы Нового поселения. В отличие от соседней Лермонтовской улицы, улица Тельмана не продолжалась западнее Халтуринского переулка из-за расположенного на её пути Всехсвятского кладбища, разрушенного в 1930-е.
В конце XIX и начале XX века на улице Суворовской селились зажиточные ростовские предприниматели и купцы — Сарра Яковлевна Перельман, владелица производственной мастерской, купец Владимир Григорьевич Фалькнер и другие. Располагалась Ярмарочная площадь, Ремесленная управа, Мужская классическая гимназия и устроенная в ее здании Церковь во имя блаженного святого преподобномученика Андрея Критского, которая была основана в память спасения императора Александра III и его семьи во время железнодорожной катастрофы под станцией Борки 17 октября 1888 года; и другие важные общественнозначимые объекты.
В 1956 году улица была переименована в честь Эрнста Тельмана (1886–1944), лидера немецких коммунистов и антифашиста, который в 20-е и 30-е годы неоднократно обращался к жителям Дона через газету «Молот» и был избран ее почетным рабкором.

## Пересечения
С запада на восток (по увеличению нумерации домов) улицу Тельмана пересекают 11 переулков и проспектов:
- Халтуринский пер.
- Островского пер.
- Буденновский проспект
- Соборный пер.
- Семашко пер.
- Газетный пер.
- Ворошиловский проспект
- Университетский пер.
- Кировский проспект
- Журавлева пер.
- Крепостной пер.

## Общественно значимые объекты
- Дом Александровского благотворительного общества (ул. Тельмана, 37/51, пер. Соборный, литер А): Построен в начале XX века в стиле эклектики. В 1895 году здесь размещались дом трудолюбия, детский приют и правление Александровского благотворительного общества. Здание имеет статус объекта культурного наследия регионального значения.
- Бывший ростовский дом милосердия (ул. Тельмана, 41): Построен в начале XX века как доходный дом Общины сестёр милосердия. Здание использовалось для финансирования благотворительных проектов и размещения госпиталей во время Первой мировой войны[8].
- Одноэтажный корпус Ростовской богадельни, кон. XIX в. (ул. Тельмана, 10) — памятник архитектуры регионального значения[9];
- Дом 1917 года постройки (ул. Тельмана, 134): Здание признано аварийным и подлежит сносу. В 2024 году было принято решение о его демонтаже[10].
- Склады торгового товарищества Владимир Алексеев (ул. Тельмана, 33) — объект культурного наследия регионального значения[11];
- Школа №43 (ул. Тельмана, 14А/64);
- Общежитие Северо-Кавказского учебного центра профессиональных квалификаций РЖД (ул. Тельмана, 18/60);
- Государственная ветеринарная лечебница (ул. Тельмана, 102);